# 395 Delia
395 Delia este un asteroid din centura principală, descoperit pe 30 noiembrie 1894, de Auguste Charlois.